# جون كيليان
جون كيليان (بالإنجليزية: John Kilian)‏ هو كاهن وكاتب ومترجم أمريكي، ولد في 22 مارس 1811 في Döhlen/Delany ‏ في ألمانيا، وتوفي في 12 سبتمبر 1884 في Serbin, Texas ‏ في الولايات المتحدة.